# Орден Освободителя
Орден Освободителя (исп. Orden del Libertador) — высшая награда Венесуэлы за исключительные военные и гражданские заслуги перед государством и обществом. Учреждён в честь Симона Боливара. Главой ордена является Президент Венесуэлы.

## История ордена
14 сентября 1880 года — орден учреждён президентом Антонио Гусманом Бланко.
1922 год — реформа ордена по решению президента Хуана Висенте Гомеса.
Предшествующей этому ордену наградой считается «Почётная Медаль бюста Освободителя», установленная 11 марта 1854 года президентом Хосе Грегорио Монагасом.

## Степени ордена
Орден делится на 6 степеней:
1. Большая цепь (исп. Gran Collar)
2. Первый класс (Большая лента) (исп. Primera Clase (Gran Cordón))
3. Второй класс (Великий офицер) (исп. Segunda Clase (Gran Oficial))
4. Третий класс (Командор) (исп. Tercera Clase (Comendador))
5. Четвёртый класс (Офицер) (исп. Cuarta Clase (Oficial))
6. Пятый класс (Кавалер) (исп. Quinta Clase (Caballero))

| Ленты   |         |         |         |         |
| 5 класс | 4 класс | 3 класс | 2 класс | 1 класс |

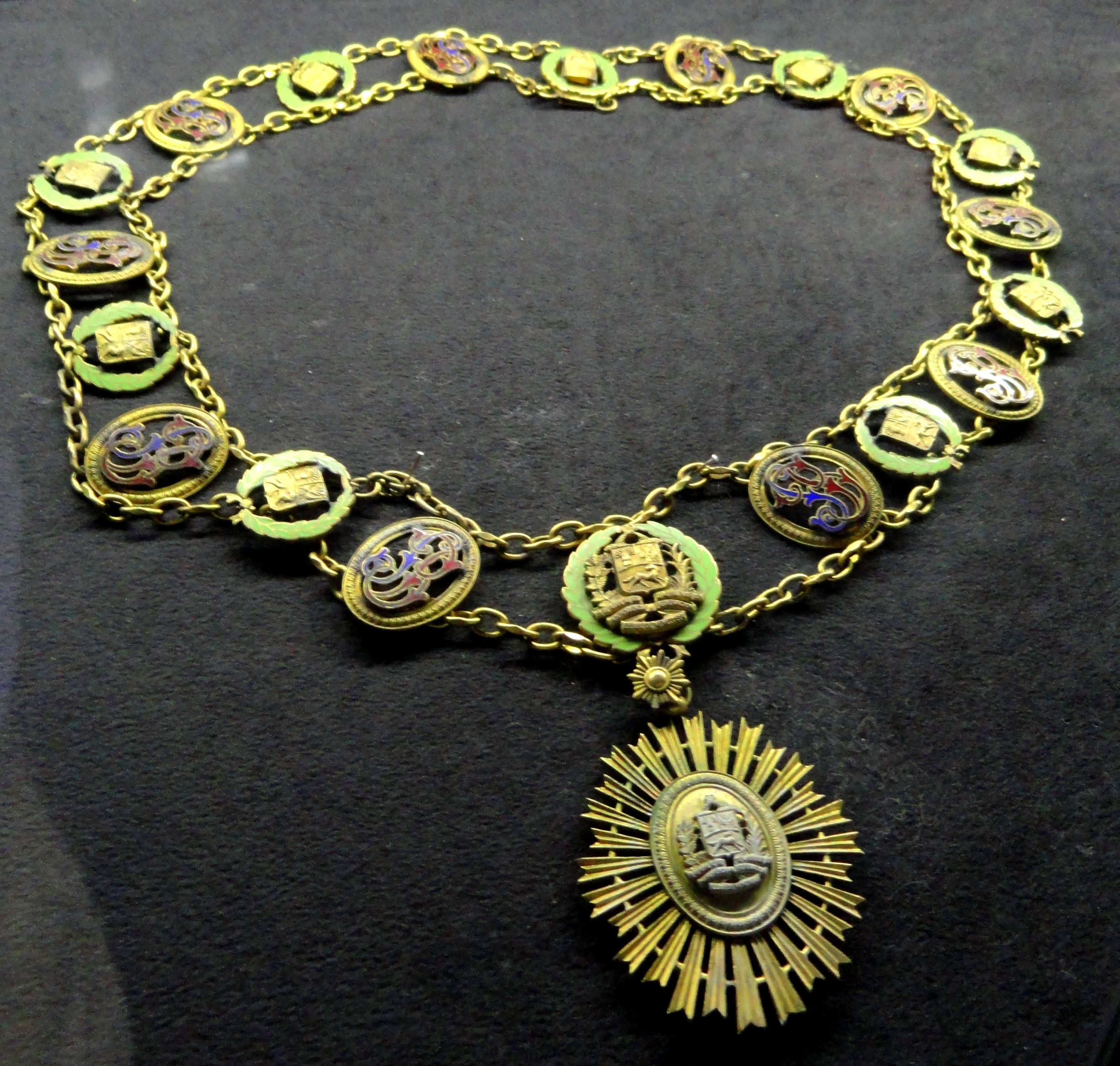
Цепь ордена
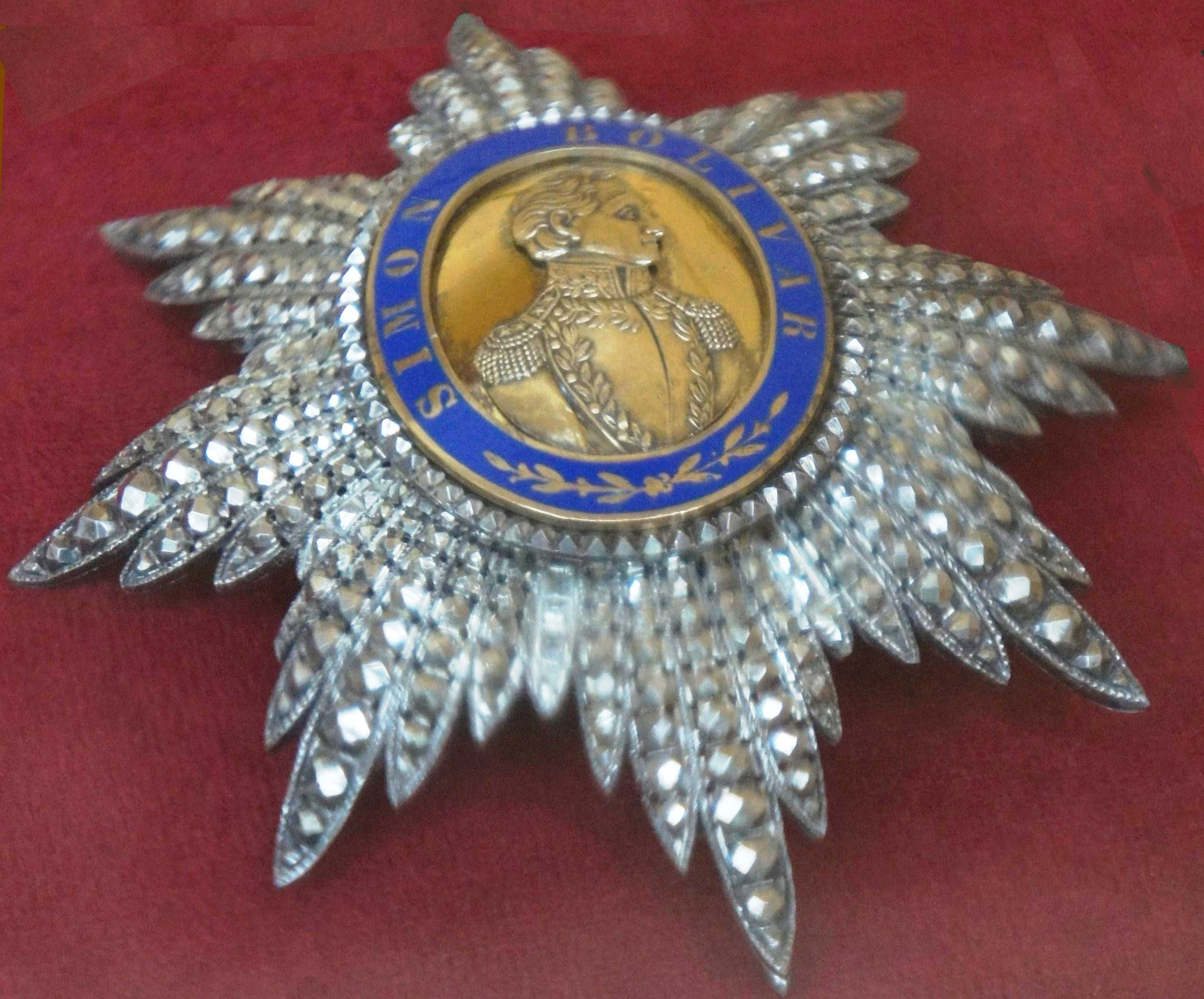
Звезда ордена
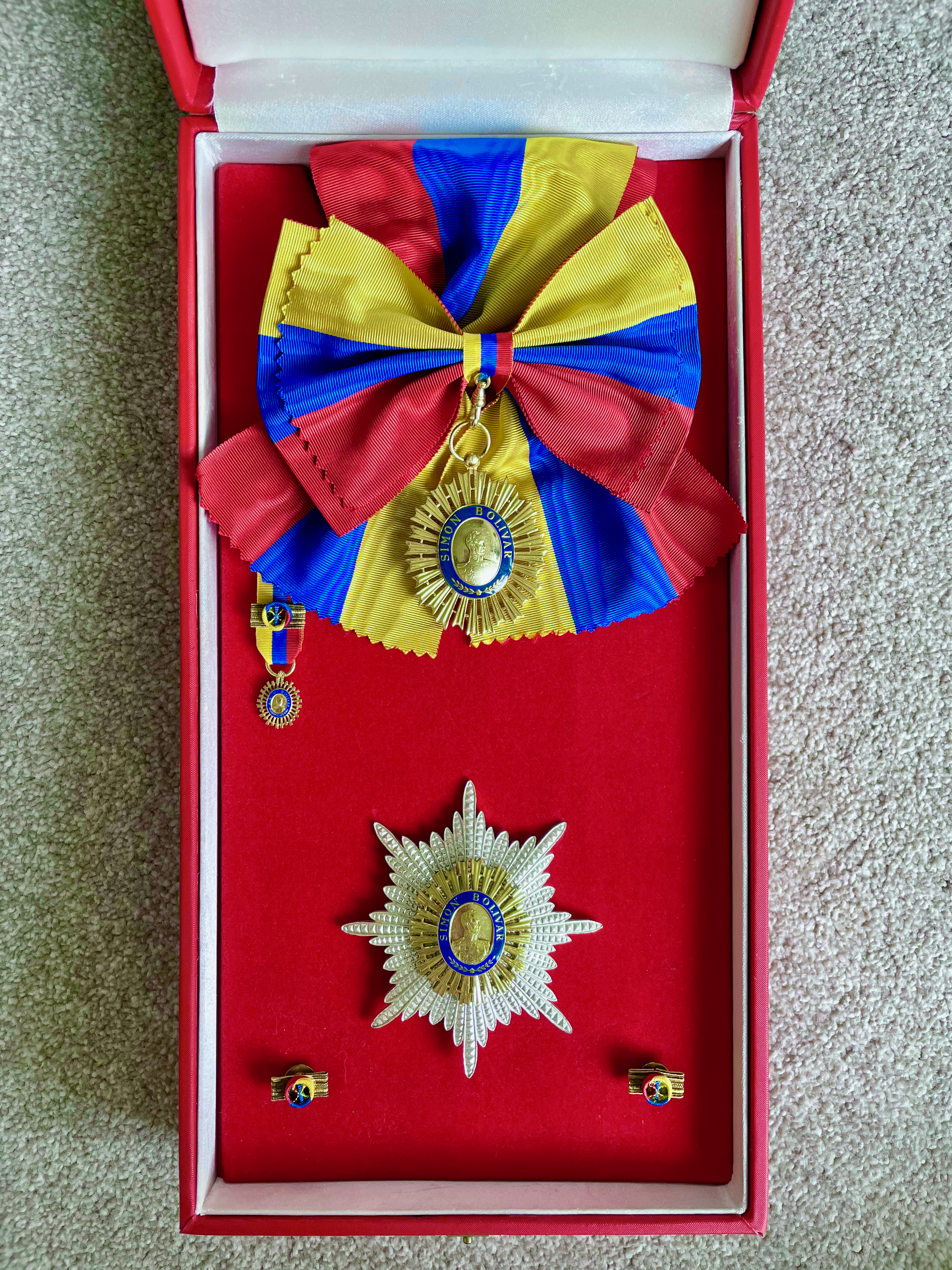
Большой крест ордена
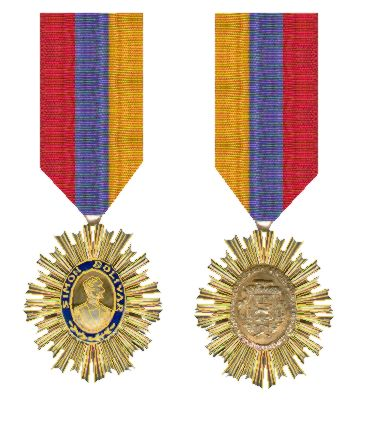
Орден 5 степени

## Кавалеры ордена
В 2007 году высшей степенью ордена был награждён Президент Республики Беларусь Александр Лукашенко.
26 ноября 2008 года Президент Венесуэлы Уго Чавес  вручил Президенту Российской Федерации Дмитрию  Медведеву Большую цепь ордена Освободителя.
2 апреля 2010 года этой же награды удостоился Председатель Правительства Российской Федерации Владимир Путин.
Высшей степенью ордена награждены многие руководители государств, среди них: Президент Чили Мишель Бачелет и бывший Президент Ирана Мохаммад Хатами.